# Oelbanu
Oelbanu is een bestuurslaag in het regentschap Kupang van de provincie Oost-Nusa Tenggara, Indonesië. Oelbanu telt 1417 inwoners (volkstelling 2010).